# Athlitiki Podosfairiki Enosi Pitsilia
O Athlitiki Podosfairiki Enosi Pitsilia é um clube de futebol cipriota de Pitsilia, Famagusta, Chipre. A equipe compete no Campeonato Cipriota de Futebol .

## História
O clube foi fundado em 1979.